# Vargula tsujii
Vargula tsujii är en kräftdjursart som beskrevs av Louis S. Kornicker och Baker 1977. Vargula tsujii ingår i släktet Vargula och familjen Cypridinidae. Inga underarter finns listade i Catalogue of Life.